# Albert Wayne Wymore
Albert Wayne Wymore (1 de febrero de 1927 – 24 de febrero de 2011) fue un matemático, ingeniero de sistemas y Profesor Emérito de Sistemas e Ingeniería Industrial de la Universidad de Arizona, y uno de los padres fundadores de la ingeniería de sistemas.

## Biografía
Wymore se licenció en matemáticas en la Universidad Estatal de Iowa a principios de los 50 y, en 1956, se doctoró de la misma materia en la Universidad de Wisconsin-Madison bajo la supervisión del Profesor Asociado William F. Eberlein por su tesis "On the Weak Compactness in Functional Analysis".
Wymore comenzó su carrera en la industria dos años. En 1956 comenzó a trabajar en la facultad de la Universidad de Arizona, donde en 1957 se estableció el primer centro de computación, y el departamento de Ingeniería de Sistemas e Industrial como parte del Colegio de Ingeniería. Wymore se convirtió en el primer jefe de Ingeniería de sistemas e ingeniería Industrial (SIE) en la Universidad de Arizona. Fue uno de los primers becarios de la Organización Internacional de Ingeniería en Sistemas (INCOSE).

## Publicaciones seleccionadas
- 1967. A Mathematical Theory of Systems Engineering: The Elements. Krieger, Huntington, NY.
- 1976. Systems Engineering Methodology for Interdisciplinary Teams, Wiley, New York.
- 1992. Engineering Modeling and Design, with Bill Chapman and A. Terry Bahill, CRC Press Inc.
- 1993. Model-Based Systems Engineering, CRC Press, Boca Raton.